# Zombori Vilmos
Zombori Vilmos (Temesvár, 1906. január 11. – 1993. január 17.) magyar nemzetiségű román válogatott labdarúgó, kapus.

## Pályafutása

### Klubcsapatban
A Temesvári Kinizsi csapatában kezdte a labdarúgást. Az 1925–26-os idényben a Sparta CFR Timișoara együttesében szerepelt. 1926 és 1930 között ismét a Kinizsiben játszott. 1930 és 1938 között a Ripensia Timișoara-ban játszott, ahol négy bajnoki címet és egy román kupa-győzelmet szerzett a csapattal. Az 1938–39-es idényben az ILSA Timișoara együttesében fejezte be az aktív labdarúgást.

### A válogatottban
1926 és 1935 között hat alkalommal szerepelt a román válogatottban. Tagja volt az 1934-es olaszországi világbajnokságon részt vevő csapatnak.

## Sikerei, díjai

### Játékosként
- Román bajnokság
  - bajnok: 1932–33, 1934–35, 1935–36, 1937–38
  - 3.: 1936–37
- Román kupa
  - győztes: 1934

## Statisztika

### Mérkőzései a román válogatottban
| Románia | Románia              | Románia                         | Románia       | Románia  | Románia               | Románia              | Románia | Románia |
| #       | Dátum                | Helyszín                        | Hazai         | Eredmény | Vendég                | Kiírás               | Gólok   | Esemény |
| ------- | -------------------- | ------------------------------- | ------------- | -------- | --------------------- | -------------------- | ------- | ------- |
| 1.      | 1926. október 3.     | Zágráb                          | Jugoszlávia   | 2 – 3    | Románia               | Sándor király-kupa   | -       |         |
| 2.      | 1929. május 10.      | Bukarest                        | Románia       | 2 – 3    | Jugoszlávia           | barátságos           | -       |         |
| 3.      | 1933. szeptember 24. | Bukarest                        | Románia       | 5 – 1    | Magyarország (amatőr) | Európa-kupa (amatőr) | -       |         |
| 4.      | 1933. október 29.    | Bern                            | Svájc         | 2 – 2    | Románia               | vb-selejtező         | -       | 74'     |
| 5.      | 1934. május 27.      | Trieszt, Littorio Stadion (ITA) | Csehszlovákia | 2 – 1    | Románia               | vb-nyolcaddöntő      | -       |         |
| 6.      | 1935. január 1.      | Athén (GRE)                     | Jugoszlávia   | 4 – 0    | Románia               | Balkán-kupa          | -       |         |
|         | Összesen             |                                 |               | 6        | mérkőzés              |                      | 0       | gól     |